# とうきょうスカイツリー駅
とうきょうスカイツリー駅（とうきょうスカイツリーえき）は、東京都墨田区押上一丁目にある、東武鉄道伊勢崎線の駅である。「東武スカイツリーライン」の愛称区間に含まれている。駅番号はTS 02。
2012年に業平橋駅（なりひらばしえき）から現駅名に改称した。駅名の通り東京スカイツリー（東京スカイツリータウン）の最寄駅であり、駅と直結している。押上駅と隣接しており、運賃計算上は当駅と同一の駅として扱われる。

## 歴史
1895年（明治28年）4月6日に東武鉄道は創立願を提出し、東京市本所区から栃木県足利町までの83.7 kmで鉄道敷設を申請した。しかし、東京市内に当たる千住駅（後の中千住駅） - 本所駅（現・錦糸町駅）間は市区改正との兼ね合いから審査に時間を要するとし、やむなく出願を北千住駅以北まで縮小した上で、1897年（明治30年）9月3日に本免許を取得した。その直後、1899年（明治32年）1月には北千住駅から越中島までの免許を取得した。この際に、曳舟駅 - 小梅駅間を支線的な扱いで免許を申請し、この小梅駅が後に吾妻橋駅となる。1902年（明治35年）4月1日に、当駅は吾妻橋駅（あづまばしえき）として開業し、伊勢崎線都心側における終着駅となった。
ところが、開設から2年後の1904年（明治37年）4月5日に東武亀戸線が開通、亀戸駅を介して総武鉄道両国橋駅（現・総武本線両国駅）への乗入を開始することとなった。ここで、ターミナル駅としての機能が他社駅である両国橋駅へ移ることとなり、当駅は廃止された。両国橋駅への乗入は、当時の経営陣が総武鉄道と関係が深かったことで実現したものであった。
しかし、1907年（明治40年）9月1日に総武鉄道が国有化されると事態は急変し、東武鉄道は自社のターミナル駅を保有することを迫られた。越中島への延伸も、当該区間が既に市街化されており、用地買収が困難になっていた。そこで、総武鉄道国有化から6ヶ月後に当たる1908年（明治41年）3月1日に、廃止していた当駅を貨物取扱に限り再開した。
1910年（明治43年）3月1日に駅名を浅草駅（あさくさえき）に改称、3月27日に旅客取扱を再開すると同時に、両国橋駅乗入を廃止した。同年7月13日に東武伊勢崎線が全通し、浅草 - 伊勢崎間で運行開始した。当時、鉄道で当駅へ運び込まれた貨物は、ここで舟運に積替えられ、北十間川から隅田川、中川を通って、広く全国に運び出されていた。1911年（明治44年）3月12日には、東武鉄道本社が両国から小梅瓦町（現・押上）へ移転し、東武鉄道中心拠点としての役割も果たして来た。蒸気機関車による運行で開業した東武鉄道のターミナル駅規模は大きく、構内に転車台、給炭水設備、機関庫、工場（浅草工場）などが設置され、また北十間川と結ぶドックが設置されて舟運の便が図られた。
1924年（大正13年）10月1日に西新井駅まで電化され、電車運行が開始された。電化区間は次第に延長され、やがて旅客列車は全て電車となり、貨物列車のみ蒸気機関車が残ることとなった。
その後も東武鉄道は都心側のターミナル駅を求め、当駅から上野駅への延伸計画を申請した。この申請は1924年（大正13年）に浅草雷門駅（現・浅草駅）まで認可されたが、上野駅までの免許は下りなかった。この理由は浅草雷門駅 - 上野駅間は1919年（大正8年）に東京地下鉄道が免許の交付を受けていたためである。やむを得ず東武鉄道は浅草雷門駅をターミナル駅とする方針へ変更し、1927年（昭和2年）12月15日に延伸工事を開始したものの、隅田川橋梁と浅草雷門駅の設計変更により工期が長引いた。
この頃、京成電気軌道（現・京成電鉄）も浅草への延伸を計画していたが、1928年（昭和3年）9月26日に京成電車疑獄事件が起きたことに伴い、京成電気軌道は浅草への延伸を断念することとなった。このような紆余曲折の末、1931年（昭和6年）5月25日に東武鉄道は浅草雷門駅への延伸を果たした。この延伸に伴い、駅名を業平橋駅（なりひらばしえき）に改称した。延伸後は、旅客営業としてのターミナル駅は浅草雷門駅へ移ることとなり、当駅は優等列車は全て通過する単なる中間駅となった。1931年（昭和6年）6月25日には、駅に乗り入れていた東京市電も営業休止となった。当駅は貨物営業のターミナル駅としては健在で、都内私鉄の貨物駅としては最大取扱量を記録した。1933年（昭和8年）から木製ホッパーが設置されて、砂利到着拠点となった。当駅の貨物取扱量の最大は、戦前は1937年（昭和12年）の年間約90万トンで、戦後は1964年（昭和39年）に年間約128万トンを記録している。
戦後はトラック輸送が進出して来たため、舟利用が減少し、1954年（昭和29年）にドック使用を断念し、1955年（昭和30年）に埋立てられて廃止となった。跡地には倉庫が設置された。東武鉄道としての貨物輸送量のピークは1961年（昭和36年）で、それ以降は減少の一途を辿るようになった。蒸気機関車による貨物列車の電化が進められ、1963年（昭和38年）10月に当駅での蒸気機関車使用が消滅する。高度経済成長によって高速道路や国道が相次いで開通し、モータリゼーションが進行したことにより、取扱量減少に歯止めが掛からなかった。そして、1993年（平成5年）3月25日をもって当駅を発着する貨物列車は廃止された。
1962年（昭和37年）5月31日に北千住駅を介して営団地下鉄日比谷線との直通運転を開始すると、伊勢崎線の旅客輸送は飛躍的に増加した。しかし、浅草駅は構造上の問題で10両編成の通勤電車が発着出来ないため、北千住駅以北を複々線にしたうえで運転本数を増加することで輸送力を賄った。それでも北千住駅の乗換客による混雑は一向に解消されなかったため、貨物扱い設備が縮小されてきたスペースを利用して、1990年（平成2年）9月25日に当駅に10両編成が停車可能な地上ホーム2面3線を新設し、伊勢崎線の10両編成列車は当駅を始発・終着駅とした。また、押上駅への地下連絡通路も新設された。
2003年（平成15年）3月19日に押上駅を介して営団地下鉄半蔵門線との直通運転を開始したことに伴い、当駅の地上ホームと押上駅への地下連絡通路が廃止された。
これにより、旧貨物ヤード跡地には60,000 m2を越える用地が創出され、2004年（平成16年）からは、旧貨物ヤードを中心に都市再開発（押上・業平橋駅周辺土地区画整理事業）が開始された。同年12月には墨田区・地元関係者が東武鉄道に対して新タワー誘致の協力要請をし、2005年（平成17年）2月に東武鉄道が新タワー事業に取り組むことを放送事業者・墨田区に表明した。同年3月には都市計画が決定され、放送事業者が墨田区押上地区を第1候補に選定した。そして、2006年（平成18年）3月に新タワー建設地として当地区が最終決定され、東京スカイツリーを核とした、東京スカイツリータウン開発が行われるようになった。
東京スカイツリータウンは2012年（平成24年）3月2日に竣工、開業を直前に控えた同年3月17日のダイヤ改正では、当駅に初めて特急列車が停車するようになった。併せて、駅名をとうきょうスカイツリー駅（とうきょうスカイツリーえき）に改称した。なお、地元の親しみやすさを維持するため、改称後は「旧業平橋」の名称も併記している。同年4月20日には駅構内リニューアル工事が完了し、同年5月22日に東京スカイツリータウンが開業してからは、当駅はその最寄駅の1つとなっている。

### 年表
- 1902年（明治35年）4月1日：吾妻橋駅（あづまばしえき）として開設[1][16]。
- 1904年（明治37年）4月5日：東武亀戸線開通に伴い、亀戸駅経由で総武鉄道両国橋駅（現・総武本線両国駅）までの乗入開始[1]。吾妻橋駅を一時廃止[1]。
- 1908年（明治41年）3月1日：貨物運輸のみ再開[17]。
- 1910年（明治43年）
  - 3月1日：浅草駅（あさくさえき）に改称[1][18]。
  - 3月27日：旅客取扱再開、両国橋駅乗入廃止。
  - 5月：駅構内に北十間川と結ぶドックを開設[7]。
  - 7月28日：東京鉄道（東鉄）業平線が業平橋 - 浅草駅前で延伸開業。路面電車を介して東京市中心部と連絡。
- 1911年（明治44年）8月1日：東京市が東京鉄道を買収、東京市電気局（東京市電、現在の東京都電の前身）が成立。
- 1924年（大正13年）
  - 4月25日：浅草駅構内待合所まで東京市電が乗り入れる[7]。
  - 10月1日：当駅 - 西新井駅間電車運行開始[7]。
- 1931年（昭和6年）
  - 5月25日：浅草雷門駅（現・浅草駅）開設に伴い、業平橋駅（なりひらばしえき）に改称[1][19]。
  - 6月25日：東京市電業平線当駅 - 浅草駅前駅廃止[8]。東武線の東京側ターミナル機能が業平橋駅から浅草雷門駅へ移行。
- 1949年（昭和24年）11月15日 - 東京コンクリート工業（現・東京エスオーシー）業平橋工場が当駅構内で操業開始。日本初の生コン工場となる。
- 1955年（昭和30年）： 構内のドックを埋立[9]。
- 1990年（平成2年）9月25日：一部電留線に10両編成停車可能なホーム（通称・地上ホーム）を新設し、伊勢崎線10両編成列車は当駅を始発・終着駅とする[11]。併せて、押上駅までの地下連絡通路を新設[11]。
- 1993年（平成5年）3月25日：貨物列車運行廃止[1]。
- 2003年（平成15年）3月19日：伊勢崎線・帝都高速度交通営団（現・東京地下鉄）半蔵門線押上駅開設に伴い、地上ホームと押上駅までの連絡通路を廃止[11]。当駅始発・終着の10両編成列車が半蔵門線・東急田園都市線直通に移行。
- 2007年（平成19年）10月：東京エスオーシー業平橋工場閉鎖。
- 2011年（平成23年）
  - 8月11日：リニューアル工事開始。同時に従前の改札口を一時閉鎖し、曳舟寄りに改札口を新設。
  - 9月29日：定員30名の大型エレベーターを新設[広報 4]。
- 2012年（平成24年）
  - 3月17日
    - 東京スカイツリー開業を前にとうきょうスカイツリー駅（とうきょうスカイツリーえき）に改称[広報 1]。
    - ダイヤ改正に伴い、上り全列車と下り「きぬ」の一部特急が停車開始[広報 4]。快速・区間快速は通過。

  - 4月20日：リニューアル工事完了[14]。従前の改札口が再開設[14]。浅草寄り改札口を正面口に、曳舟寄り改札口を東口として使用開始[14]。
  - 4月26日：発車メロディ使用開始。
  - 5月22日：東京スカイツリータウン開業[広報 3]。
  - 10月27日：当駅を10時以降に発車する特急列車に対して、当駅 → 浅草駅間乗車に限り特急料金不要で乗車出来る措置が取られる。但し、「けごん」・「きぬ」の個室と「スカイツリートレイン」は対象外。この措置は2013年5月22日までの期間限定で実施する予定であったが、その後、2014年（平成26年）3月31日までに延長された。
- 2013年（平成25年）3月16日：ダイヤ改正に伴い、快速・区間快速の全列車と浅草駅を10時以降に発車する下り特急列車（夜行を除く）が停車開始[広報 6][広報 7]。
- 2014年（平成26年）
  - 3月16日：駅名サインに「ソラカラちゃん」、「スコブルブル」、「テッペンペン」のLEDサインを追加[広報 8]。
  - 4月1日：当駅を発車する特急列車に対して、当駅 → 浅草駅間の乗車に限り特急料金不要で乗車できる措置を、全時間帯の列車に拡大。但し「けごん」・「きぬ」の個室と「スカイツリートレイン」は引続き対象外[広報 9]。
- 2016年（平成28年）5月22日：発車メロディを、1番線が「ソラカラちゃんダンス！」、2番線がソラカラちゃんの「テーマソング」に変更[広報 8]。
- 2017年（平成29年）4月21日：ダイヤ改正に伴い、全特急列車停車開始[広報 10]。全列車停車駅となる（夜行は引続き通過）。
- 2019年（平成31年）3月23日：高架化工事に伴い浅草寄りにホームを延伸、乗車位置変更[広報 11]。
- 2022年（令和4年）11月27日：上り線高架化に伴い、上り新ホーム・西口改札使用開始。従来のホームは下り専用となり、正面口改札を閉鎖し東口改札のみの運用となる[広報 12][広報 13]。
- 2023年（令和5年）3月18日：当駅 → 浅草駅間の乗車に限り特急料金不要で乗車できる措置が廃止[広報 14]。
- 2025年（令和7年）
  - 3月2日：当駅 - 曳舟駅間の下り線高架化、踏切を解消（この時点では従来通りのホームを使用）[広報 15]。　
  - 年度第2四半期：新下りホーム供用開始予定[20]。

### 駅名の変遷とその由来
当駅は現在の駅名になるまでに3回に渡って駅名を改称をしている。開業当初の「吾妻橋駅」は、隅田川に架かる吾妻橋（あづまばし）に由来する。その「吾妻橋」の名称は、近接する都営浅草線の本所吾妻橋駅に残っている。
2代目駅名の「浅草駅」は、東武鉄道での浅草への玄関口であることから付けられたが、当駅の所在地は本所区（当時）であった。
3代目駅名の「業平橋駅」は、駅南西の大横川（現在の大横川親水公園）に架かる業平橋に由来する。
現在の駅名としたのは、東京スカイツリーとその周辺施設の最寄り駅であることの認知度向上と、地域活性化のためとしている。「東京」の部分を平仮名の「とうきょう」にしているのは、東京駅や東京テレポート駅との区別を明確にするためと、外国人にもわかりやすく、親しみを持ってもらうためとしている。

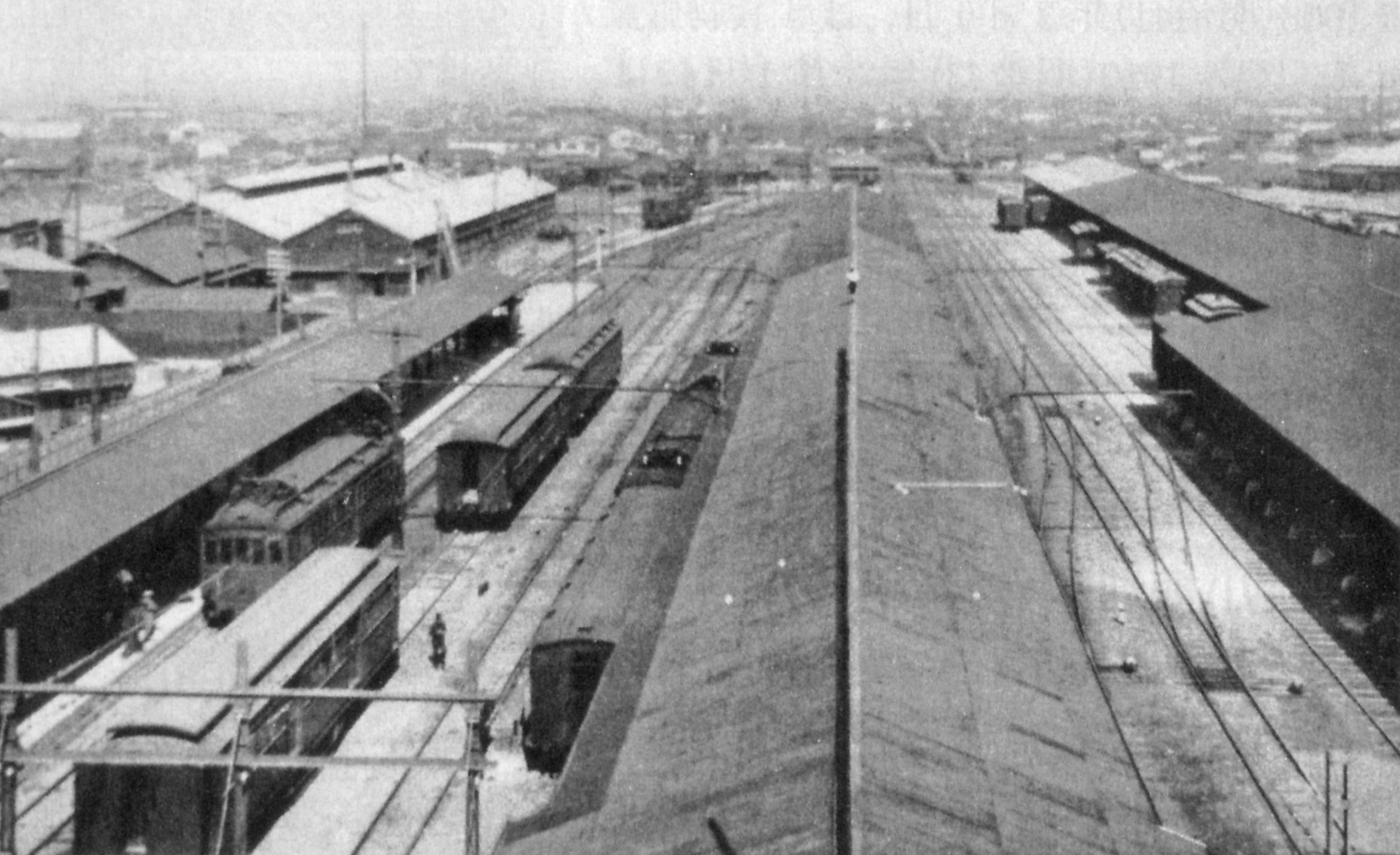
浅草駅時代の構内（1927年）
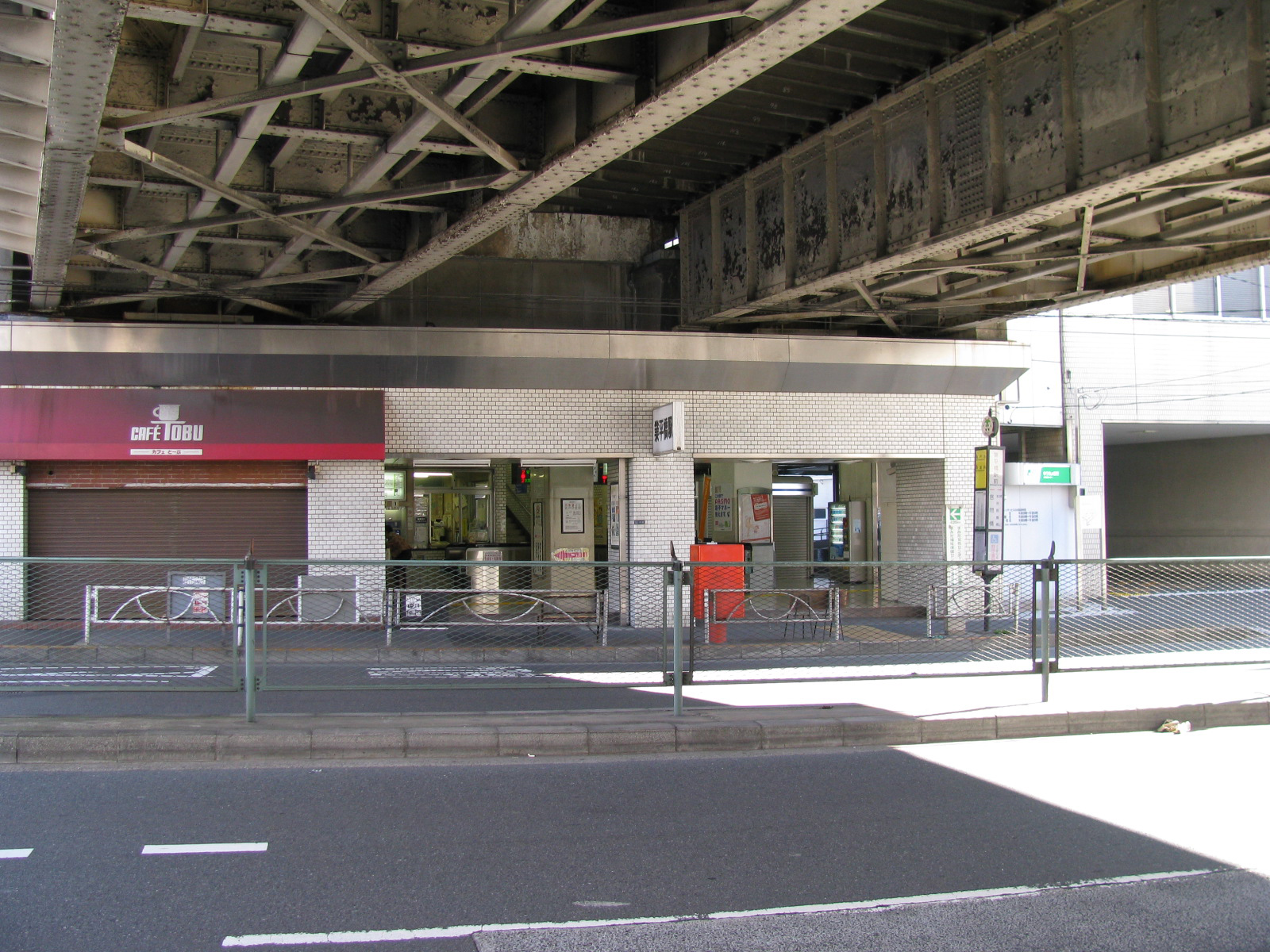
駅出入口（2008年1月）
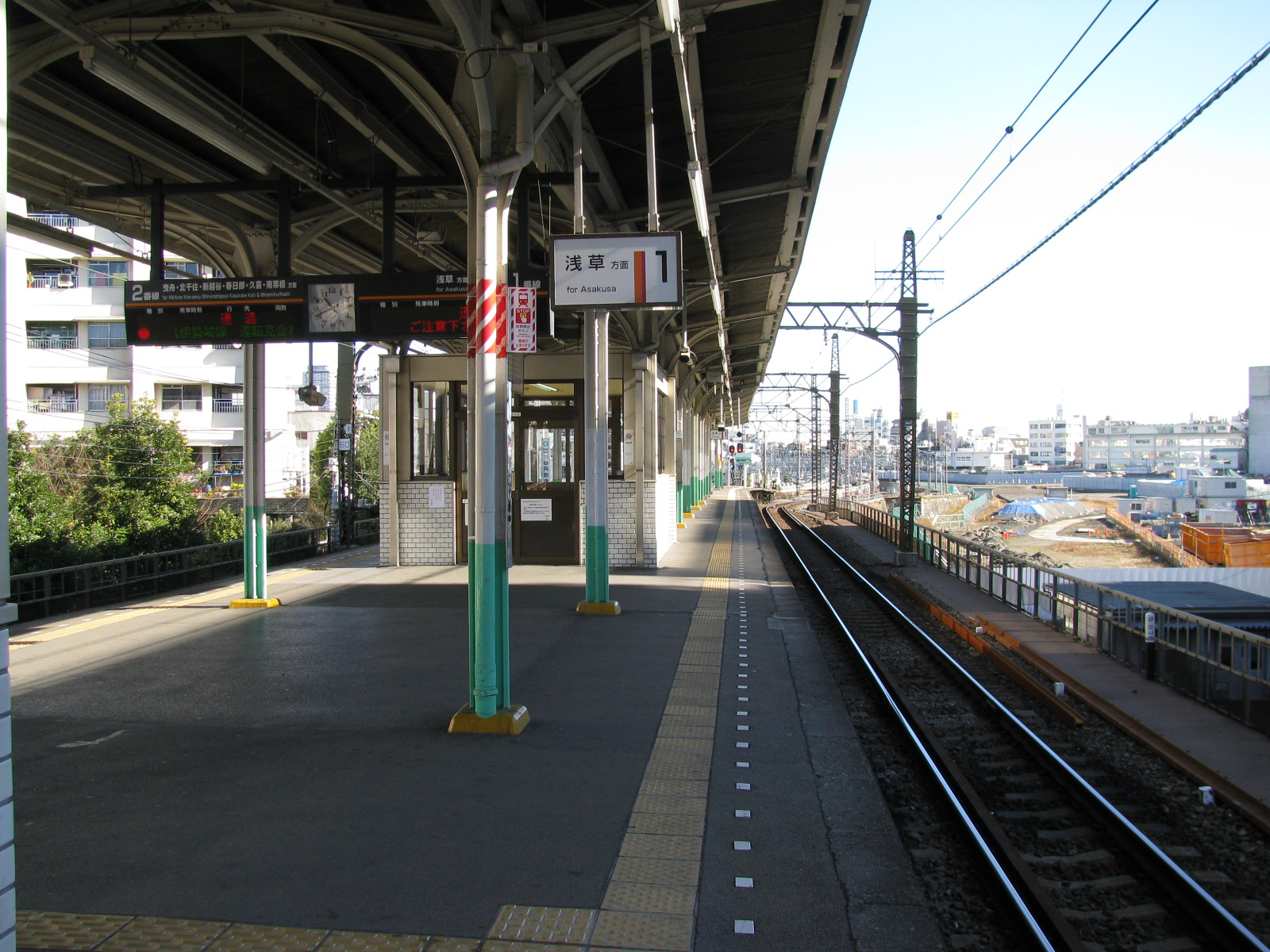
業平橋駅時代のプラットホーム、右奥は旧貨物ヤード跡地（2008年1月）
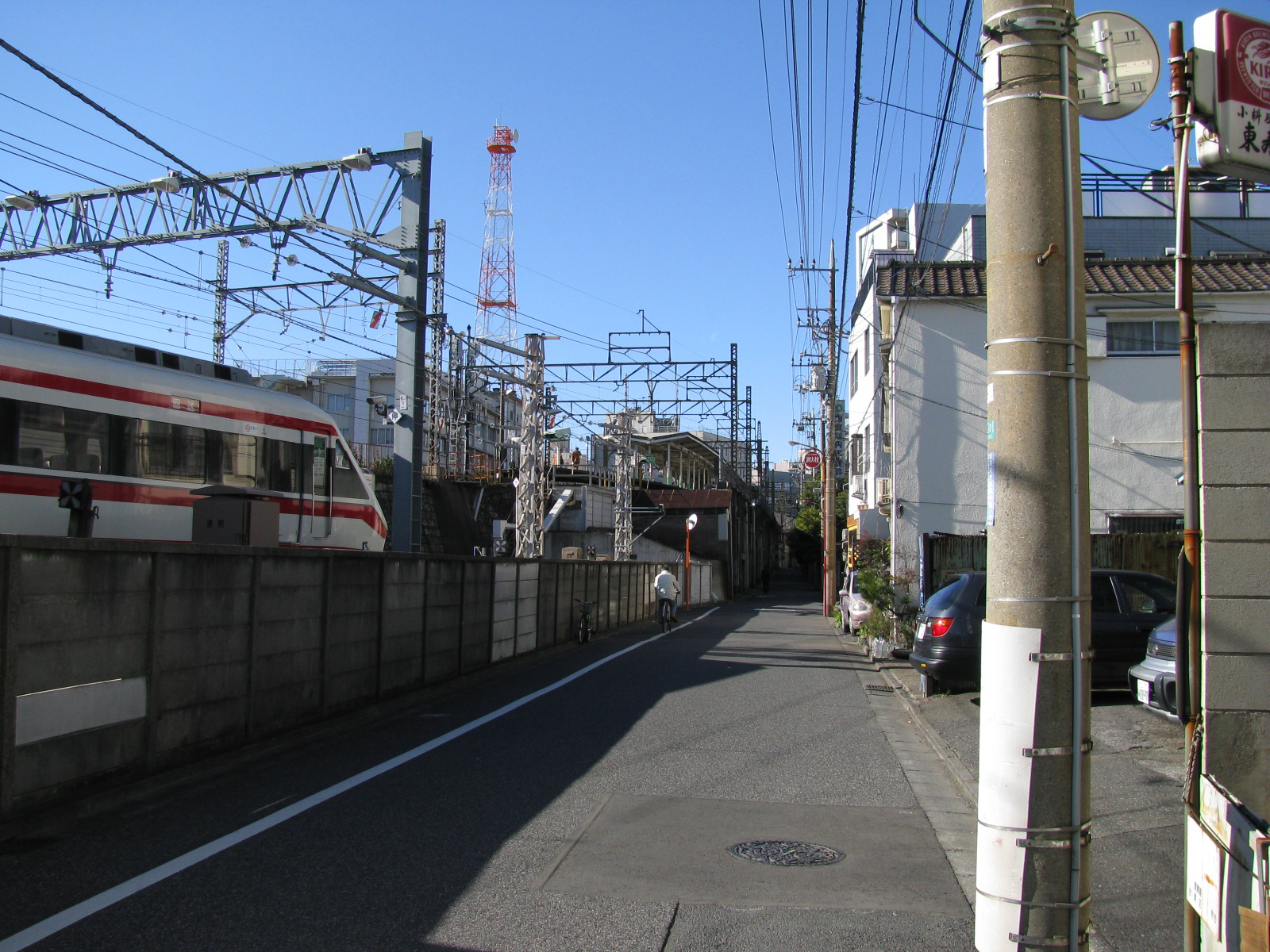
業平橋駅と留置線（2008年1月）
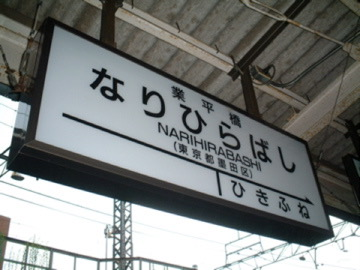
地上ホームの駅名標（2001年頃）

### 連続立体化に伴う駅移設
当駅 - 曳舟駅間（留置線のすぐ東側）、桜橋通りとの交点にあった伊勢崎線第2号踏切は、自動車ボトルネック踏切と歩行者ボトルネック踏切に指定されていた。このため、渋滞緩和を目的として、墨田区が事業主体となって区間内の線路を高架化することを2012年1月に決定した。その後国の認可や墨田区と東京都との間の事業費の負担割合の協議などを経て、2017年7月7日付で高架化事業を締結し、着工。2022年11月27日に上り線の高架化が完了し、2025年3月2日に下り線の高架化が完了した（下り新ホームはこの時点で未供用）。墨田区が公表した2019年度施策評価シートでは、2021年度に上り線、2022年度に下り線を高架に切り替える予定だった。
完成すると、当駅が現在地よりも東側に約150メートル移転し、上りホームが単式・下りホームが複式2面3線となり、駅に隣接する留置線2線と共に同時に高架化される（留置線の縮小部分は、墨田区により押上駅北口交通広場を整備）。事業費は約315億円で、東武が約80億円を、墨田区が約235億円をそれぞれ負担する。

## 駅構造
2022年（令和4年）11月現在、単式ホーム2面2線を有する高架駅となっている。下りホームは浅草寄り、上りホームは曳舟寄りに位置し、コンコースは上下線で完全に分離されており、改札内での上下ホームの行き来はできない。両ホームともバリアフリー設備として、コンコースとの間のエレベーター・エスカレーターを備えるほか、コンコース（改札内）にトイレを設置している。
曳舟駅方面には留置線が存在し、特急形車両などの整備や通勤形車両留置が行われている。主に隣の浅草駅発着列車が回送されるもので、定期ダイヤでは当駅始終着列車は設定されていないが、臨時列車での設定実績はある。

### のりば
| 番線 | 路線                   | 方向 | 行先                                                           |
| ---- | ---------------------- | ---- | -------------------------------------------------------------- |
| 1    | 東武スカイツリーライン | 上り | 浅草行き                                                       |
| 2    | 東武スカイツリーライン | 下り | 曳舟・北千住・東武動物公園・ 伊勢崎線 久喜・ 日光線 南栗橋方面 |

- 上記の路線名表記は旅客案内上の名称（「東武スカイツリーライン」は愛称）および案内に準拠している。
- 当駅に停車する特急列車は編成中の全てのドアが開く。下り特急列車は2017年4月20日まで乗降口限定の措置が採られており、「けごん」・「きぬ」と「りょうもう」の乗車口は2号車と5号車、350型の「しもつけ」・「きりふり」と臨時「ゆのさと」は2号車（1号車寄り）と3号車となっており[26]、乗車時に駅係員かステーションコンシェルジュが特急券を確認していたが、翌日から全てのドアからの乗降が可能になった。

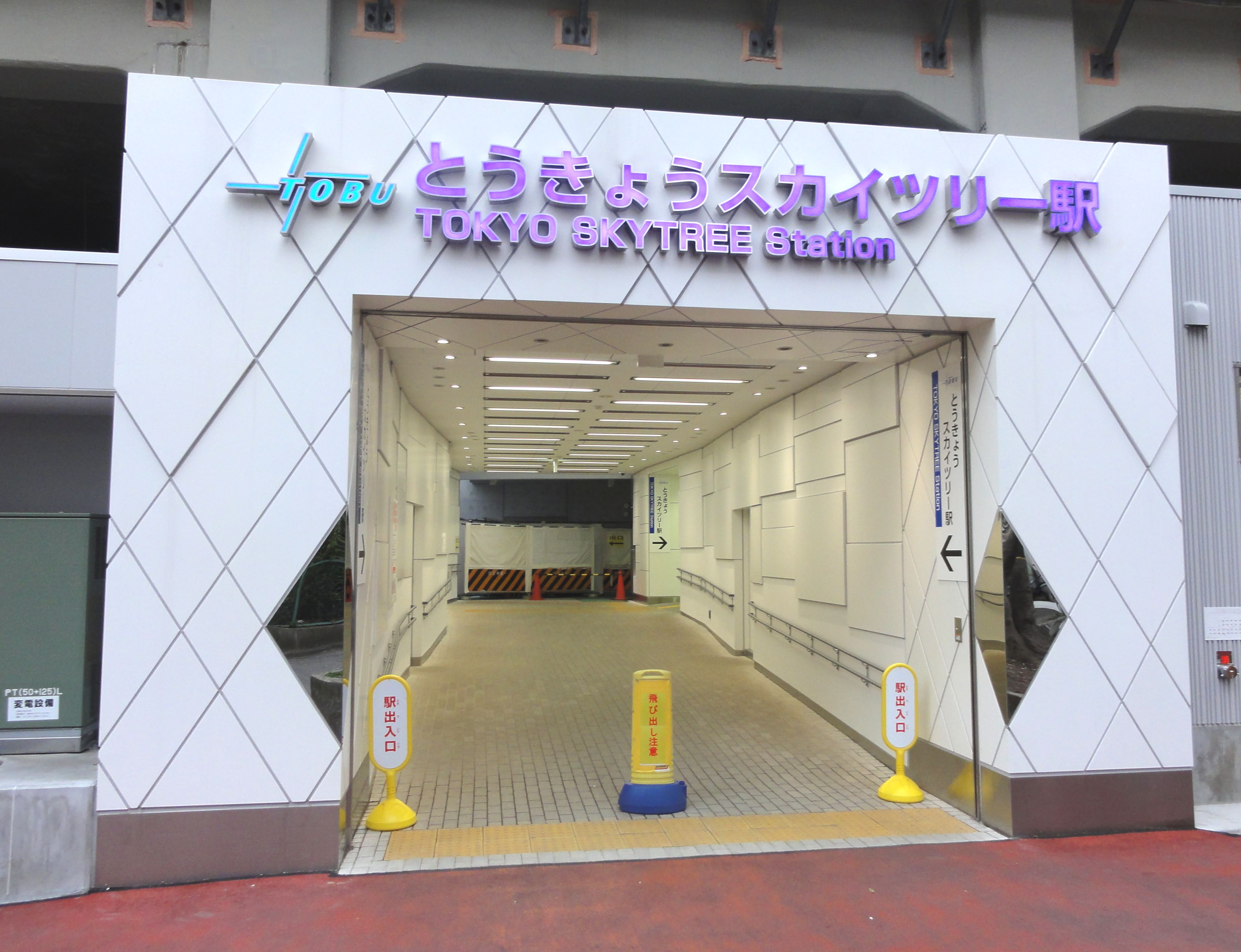
東口（2012年4月）
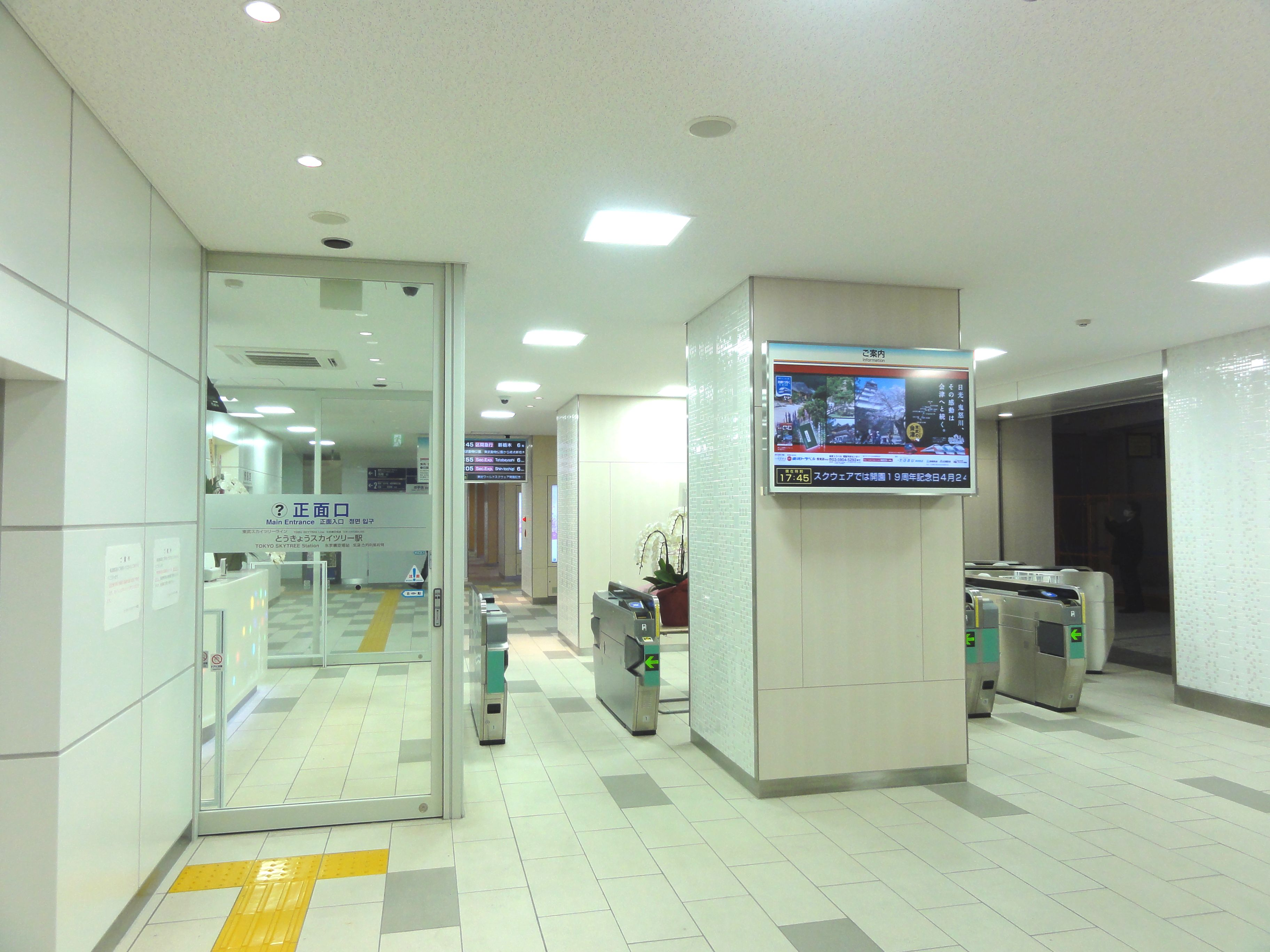
正面口改札口（2012年4月）
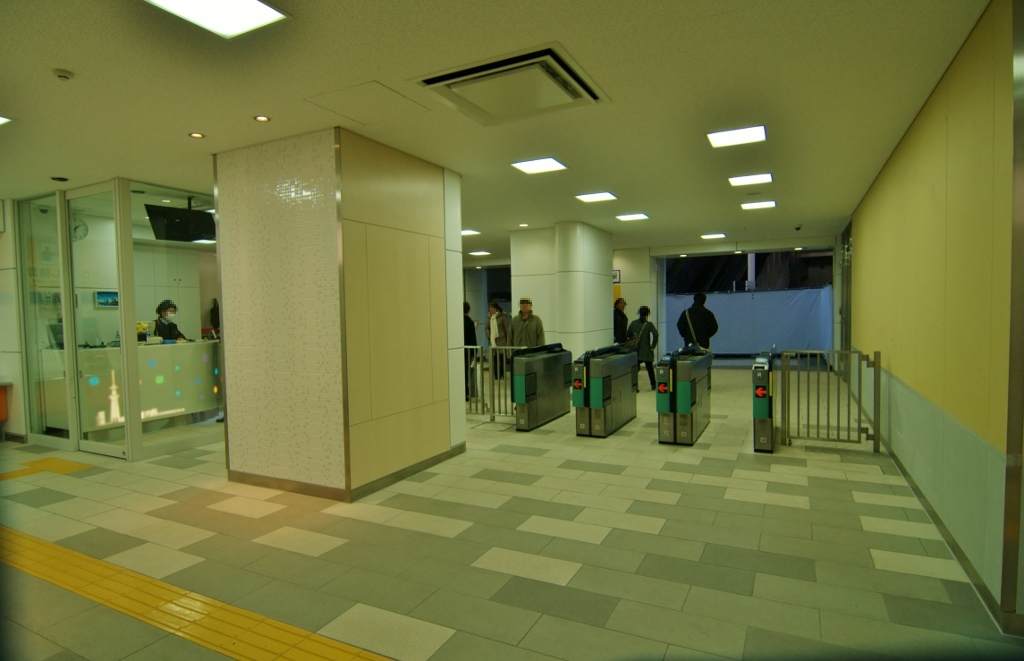
東口改札口（2012年2月）
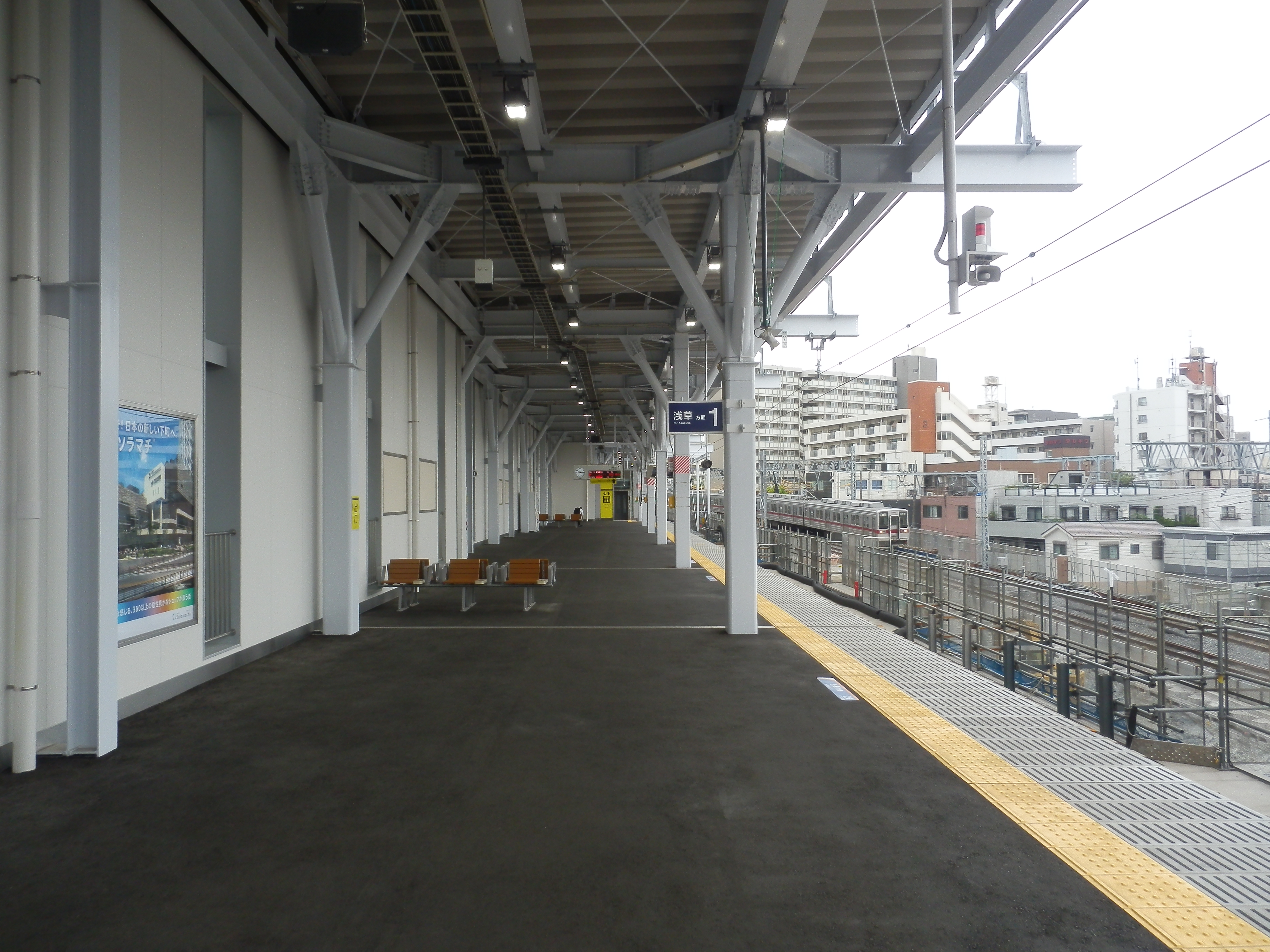
上りホーム（2023年4月）

### 旧貨物ヤード
当駅には1955年まで東武鉄道浅草工場が隣接し、1960年代までは蒸気機関車の車両基地（浅草機関区）が存在していた。
1995年頃までは駅南東の地上部に貨物駅を併設し、住友大阪セメント栃木工場（佐野線葛生駅から延びる貨物線を利用）から同社業平橋サービスステーションまでセメント貨物列車が運行されていた。
1990年2月25日から2003年3月18日までは、貨物駅の一部に有効長10両編成対応の2面3線の頭端式ホーム（3 - 5番線、通称「地上ホーム」）が設けられていた。これは、北千住駅の混雑分散を図る目的で、従来に曳舟駅終着もしくは一部分割を行っていた朝ラッシュ時の上り列車について当駅まで延伸するために設置されたものであった。地上ホームには浅草寄りに現行のホームとの間の連絡通路が、曳舟寄りに改札口と地下通路（エスカレーター併設）があった。曳舟側は京成押上線・都営地下鉄浅草線押上駅A2出入口方面への連絡通路があった。いずれも、地下鉄半蔵門線・東急田園都市線との直通運転開始により廃止され、連絡通路も閉鎖された。なお、地上ホームのすぐ南側に保線基地があり、そちらは地上ホームの撤去後も使用されたが、その後東京スカイツリーの建設に伴い撤去された。
跡地は東京スカイツリータウンとなっており、線路跡などは残存していない。

## 利用状況
2024年度の1日平均乗降人員は15,947人である。同一駅扱いの押上駅を含んだ場合の2024年度の1日平均乗降人員は119,805人である。
当駅と押上駅を同一駅と見なした場合、伊勢崎線の駅では北千住駅・新越谷駅に次ぐ第3位。2006年度からは起点の浅草駅よりも乗降人員が多くなり、東京スカイツリータウンが開業した2012年度に1日の平均乗降人員が前年度より2万人以上増加し、開業から初めて10万人を越えた。
ただし、当駅単独の1日平均乗降人員で見ると、2001年度は12,392人であるのに対し2006年度は6,774人であり、半蔵門線との直通運転開始に伴い半分程度まで減少した。しかし、東京スカイツリーの建設が開始された2010年度は9,069人に増加し、開業年度である2012年度は25,494人を記録した。
当駅の1日平均定期外乗車人員は、東京スカイツリーが着工した2008年度は1,429人であったが、建設中の東京スカイツリーが話題になった2010年度は2,953人と倍増した。東京スカイツリータウンが開業した2012年度は12,022人と急増し、着工前と比較すると8倍強の乗車人数を記録している。
近年の1日平均乗降人員の推移は以下の通り。
| 年度               | 当駅 乗降人員 | 押上駅 乗降人員 | 半蔵門線 直通人員 | 合計    | 出典              |
| ------------------ | ------------- | --------------- | ----------------- | ------- | ----------------- |
| 1998年（平成10年） | 13,672        |                 |                   | 13,672  |                   |
| 1999年（平成11年） | 13,110        |                 |                   | 13,110  |                   |
| 2000年（平成12年） | 12,907        |                 |                   | 12,907  |                   |
| 2001年（平成13年） | 12,392        |                 |                   | 12,392  | [ 乗降データ 1 ]  |
| 2002年（平成14年） |               |                 |                   | 42,475  | [ 乗降データ 2 ]  |
| 2003年（平成15年） | 7,703         | 11,115          | 26,645            | 45,463  | [ 乗降データ 3 ]  |
| 2004年（平成16年） | 7,189         | 13,283          | 32,535            | 53,007  | [ 乗降データ 4 ]  |
| 2005年（平成17年） | 6,935         | 14,250          | 33,929            | 55,114  | [ 乗降データ 5 ]  |
| 2006年（平成18年） | 6,774         | 16,808          | 40,398            | 63,980  | [ 乗降データ 6 ]  |
| 2007年（平成19年） | 6,902         | 19,072          | 45,169            | 71,143  | [ 乗降データ 7 ]  |
| 2008年（平成20年） | 6,896         | 17,134          | 54,480            | 78,510  | [ 乗降データ 8 ]  |
| 2009年（平成21年） | 6,988         | 17,373          | 56,317            | 80,678  | [ 乗降データ 9 ]  |
| 2010年（平成22年） | 9,069         | 17,894          | 58,159            | 85,122  | [ 乗降データ 10 ] |
| 2011年（平成23年） | 8,719         | 16,453          | 56,470            | 81,642  | [ 乗降データ 11 ] |
| 2012年（平成24年） | 25,494        | 20,538          | 59,167            | 105,199 | [ 乗降データ 12 ] |
| 2013年（平成25年） | 21,439        | 85,133          | 85,133            | 106,572 | [ 乗降データ 13 ] |
| 2014年（平成26年） | 19,136        | 88,527          | 88,527            | 107,663 | [ 乗降データ 14 ] |
| 2015年（平成27年） | 18,658        | 92,819          | 92,819            | 111,477 | [ 乗降データ 15 ] |
| 2016年（平成28年） | 18,203        | 98,110          | 98,110            | 116,313 | [ 乗降データ 16 ] |
| 2017年（平成29年） | 17,683        | 103,102         | 103,102           | 120,785 | [ 乗降データ 17 ] |
| 2018年（平成30年） | 17,197        | 107,146         | 107,146           | 124,343 | [ 乗降データ 18 ] |
| 2019年（令和元年） | 16,047        | 110,723         | 110,723           | 126,770 | [ 乗降データ 19 ] |
| 2020年（令和02年） | 9,183         | 78,021          | 78,021            | 87,204  | [ 乗降データ 20 ] |
| 2021年（令和03年） | 10,415        | 83,859          | 83,859            | 94,274  | [ 乗降データ 21 ] |
| 2022年（令和04年） | 13,840        | 93,151          | 93,151            | 106,991 | [ 乗降データ 22 ] |
| 2023年（令和05年） | 15,959        | 99,407          | 99,407            | 115,366 | [ 乗降データ 23 ] |
| 2024年（令和06年） | 15,947        | 103,858         | 103,858           | 119,805 |                   |

1990年～2011年の各年度の1日平均乗車人員は以下の通り。
- 2002年度以降は押上駅の乗車人員も加算されている。

| 年度               | 東武鉄道 | 出典          |
| ------------------ | -------- | ------------- |
| 1990年（平成02年） | 5,625    | [ 都統計 1 ]  |
| 1991年（平成03年） | 6,014    | [ 都統計 2 ]  |
| 1992年（平成04年） | 6,290    | [ 都統計 3 ]  |
| 1993年（平成05年） | 6,523    | [ 都統計 4 ]  |
| 1994年（平成06年） | 6,627    | [ 都統計 5 ]  |
| 1995年（平成07年） | 6,896    | [ 都統計 6 ]  |
| 1996年（平成08年） | 6,737    | [ 都統計 7 ]  |
| 1997年（平成09年） | 6,896    | [ 都統計 8 ]  |
| 1998年（平成10年） | 6,562    | [ 都統計 9 ]  |
| 1999年（平成11年） | 6,295    | [ 都統計 10 ] |
| 2000年（平成12年） | 6,173    | [ 都統計 11 ] |
| 2001年（平成13年） | 6,011    | [ 都統計 12 ] |
| 2002年（平成14年） | 6,156    | [ 都統計 13 ] |
| 2003年（平成15年） | 21,213   | [ 都統計 14 ] |
| 2004年（平成16年） | 25,005   | [ 都統計 15 ] |
| 2005年（平成17年） | 26,088   | [ 都統計 16 ] |
| 2006年（平成18年） | 30,638   | [ 都統計 17 ] |
| 2007年（平成19年） | 34,467   | [ 都統計 18 ] |
| 2008年（平成20年） | 38,433   | [ 都統計 19 ] |
| 2009年（平成21年） | 39,641   | [ 都統計 20 ] |
| 2010年（平成22年） | 42,416   | [ 都統計 21 ] |
| 2011年（平成23年） | 40,842   | [ 都統計 22 ] |

貨物輸送廃止までの貨物取扱量の推移は下表の通りである。
| 年度               | 発送トン数 | 到着トン数 | 出典          |
| ------------------ | ---------- | ---------- | ------------- |
| 1990年（平成02年） | 11,236     | 233,338    | [ 都統計 23 ] |
| 1991年（平成03年） | 8,888      | 171,816    | [ 都統計 24 ] |
| 1992年（平成04年） | 5,728      | 64,316     | [ 都統計 25 ] |
| 1993年（平成05年） |            | 400        | [ 都統計 26 ] |

## 駅周辺
- 東京スカイツリータウン
  - 東京スカイツリー
  - 東京ソラマチ
  - 千葉工業大学東京スカイツリータウン校舎
- 東京ミズマチ
- 東武鉄道本社 - グループ子会社の多くも所在。元々は駅前に位置していたが、東京スカイツリーの建設に伴い、少し東寄りに移転した。
- 押上駅 - 徒歩圏内であり、当駅と同一駅扱いとなっている。
- 大横川親水公園
- 本所吾妻橋駅（都営地下鉄浅草線）
- 隅田公園
  - 牛嶋神社
- 東京都立本所高等学校

### バス路線
最寄りバス停留所は、駅前の言問通りにあるとうきょうスカイツリー駅前、駅から東武橋を渡った浅草通りにあるとうきょうスカイツリー駅入口（業平橋）である。以下の路線が乗り入れており、東京都交通局（都営バス）により運行されている。
このほか、駅北側の曳舟川通り上に東北急行バス「ニュースター号」の東京スカイツリー北停留所（一部便のみ停車、降車専用）が存在する。また、東武橋脇には日の丸自動車興業のスカイホップバスの乗り場・案内所がある。
かつては言問通り上のとうきょうスカイツリー駅に墨田区内循環バス北西部ルートが停車していたが、経路変更に伴い2023年6月1日より停留所は休止中である。
| のりば                                 | 系統・行先                                                                      | 備考                       |
| とうきょうスカイツリー駅前             | とうきょうスカイツリー駅前                                                      | とうきょうスカイツリー駅前 |
| -------------------------------------- | ------------------------------------------------------------------------------- | -------------------------- |
| 1                                      | - 業10：新橋・木場駅前 - 業10出入：深川車庫前                                   | 到着（降車）は2番のりば    |
| 2                                      | - 錦40：南千住駅東口 - 上26：上野公園                                           |                            |
| 3                                      | - 錦40：錦糸町駅前 - 上26：亀戸駅前                                             |                            |
| とうきょうスカイツリー駅入口（業平橋） |                                                                                 |                            |
| 5                                      | - 都08(T08)：錦糸町駅前 - 上23：平井駅前・東墨田二丁目 - 門33：亀戸駅前         |                            |
| 6                                      | - 都08(T08)：日暮里駅前・東武浅草駅前 - 上23：上野松坂屋前 - 門33：豊海水産埠頭 |                            |

また、別に東京スカイツリータウン内ほかにあるバス停からの路線も利用できる。

## 付記
- 案内における当駅の英語表記は「TOKYO SKYTREE」と全て大文字で表記する（同様の駅に東武ワールドスクウェア駅がある）。
- 当駅は東武鉄道においては運賃計算上は押上駅と同一駅扱いになっている。東武本線各駅から押上まで有効な乗車券・定期券および押上駅経由の東京地下鉄（東京メトロ）・都営地下鉄・京成電鉄との連絡定期券を所持していれば、当駅でも乗降可能である。ただし、当駅から押上駅に行くには、改札を出て東京スカイツリータウンか地上を歩く必要がある。
- 当駅は押上駅と同一駅扱いのため、運賃表には押上までの運賃が記載されていない。
- 1990年代には、ラッシュ時に運行される10両編成の準急列車の折り返しや連結・切り離し作業をしやすくするために、当駅ホームを10両編成分の有効長を持つ2面4線に改築する計画が立てられていたが、輸送量の減少による計画変更により工事が取りやめられた[広報 19]。
- 当駅では硬券入場券を発売していたが、2014年（平成26年）3月31日をもって販売を終了した。
- PASMO・Suicaで履歴表示・印字する場合、駅名には"SKYTREE"と表示・印字される。

## 隣の駅
東武鉄道
 東武スカイツリーライン
- ■特急「スペーシアX」・■特急「けごん」「きぬ」・■特急「りょうもう」・■特急「リバティけごん」「リバティきぬ」「リバティ会津」「リバティりょうもう」・■特急「スカイツリーライナー」停車駅

■区間急行・■区間準急・■普通
浅草駅 (TS 01) - とうきょうスカイツリー駅 (TS 02) - 曳舟駅 (TS 04)
- かつては当駅 - 浅草駅間に隅田公園駅が、当駅 - 曳舟駅間に請地駅が存在していた。

### 記事本文